# Mark Ronson
Mark Daniel Ronson, né le 4 septembre 1975 à St John's Wood, Londres, est un producteur, guitariste, chanteur et disc jockey britannique. Il est artiste et cofondateur du label Allido Records. Il est notamment récompensé et plusieurs fois nommé pour les Brit Awards ainsi qu'aux NME Awards en tant que Meilleur Artiste Masculin.
Durant sa carrière, il produit de nombreux albums et titres pour Robbie Williams, Lily Allen, Amy Winehouse, Adele, Christina Aguilera, Maroon 5, Nate Dogg, Duran Duran, Dua Lipa, Lady Gaga avec qui il a fait un succès avec Perfect Illusion ou Kaiser Chiefs. En novembre 2014, il publie un titre en collaboration avec Bruno Mars, Uptown Funk, classé premier du Billboard Hot 100 aux États-Unis durant quatorze semaines.
En 2003, il publie son premier album Here Comes the Fuzz. En 2007, il publie Version et trois ans plus tard Record Collection. En 2009, il devient l'égérie de la marque de vêtements Zadig & Voltaire, aux côtés de Joséphine de La Baume, qu'il épouse le 3 septembre 2011.

## Biographie

### Jeunesse
Mark Ronson est né le 4 septembre 1975 au Wellington Hospital de St John's Wood, dans le district de Westminster, fils de l'agent musical Laurence Ronson et d'Ann Dexter. Il est issu d'une famille très influente de confession juive, dont les ancêtres viennent d'Autriche, de Russie, et de Lituanie. Jeune, Ronson fête sa Bar Mitzvah,. Son nom de famille, originellement « Aaronson », est raccourci par le grand-père de Mark, Henry. Il est le neveu de Gerald Ronson. Du côté de sa mère, il est lié aux hommes politiques du Parti conservateur Sir Malcolm Rifkind et Leon Lord Brittan, et d'Oscar Deutsch, fondateur d'Odeon Cinemas,. Il n'est cependant pas lié au guitariste anglais Mick Ronson, père, par coïncidence, d'un fils également nommé Mark et né en 1975, .
À la suite du divorce de ses parents, sa mère épouse le guitariste Mick Jones du groupe Foreigner, et Mark est directement influencé par la musique à son enfance. Ronson a deux sœurs jumelles de deux ans de moins que lui : Charlotte Ronson, une styliste ; et Samantha Ronson, une chanteuse et DJ. Ronson a également cinq demi-frères et sœurs : Alexander et Annabelle, nés de l'union entre sa mère et Mick Jones ; et Henrietta, David, et Joshua, nés de l'union entre son père et le mannequin Michele First.
À huit ans, Ronson emménage à New York aux côtés de sa mère, son beau-père et ses deux sœurs jumelles. Résidant dans l'Upper West Side de Manhattan, il fait la rencontre de Sean Lennon – fils de John Lennon et Yoko Ono – l'un de ses amis d'enfance. Ronson étudie au lycée Collegiate School de Manhattan, au Vassar College puis à l'université de New York (NYU).

### Débuts
Ronson devient l'un des DJ les plus connus et respectés, souvent appelé pour des fêtes privées, comme celles du rappeur Sean Combs ou la fête de mariage de Tom Cruise et Katie Holmes. En 2003 sort son premier opus Here Comes the Fuzz qui permet à Mark Ronson d'acquérir plus de notoriété outre-Atlantique et outre-Manche. Très vite, il collabore avec des musiciens connus comme Christina Aguilera et participera à l'éclosion de nouvelles chanteuses comme Amy Winehouse, Adele et Lily Allen. En 2004, il monte son propre label, Allido Records.
En 2007, sort Version. On y retrouve de nombreux artistes, notamment Amy Winehouse, Lily Allen, Robbie Williams, Jordan Galland, Nas ou encore Daniel Merriweather. Cet album est essentiellement composé de covers, Oh My God des Kaiser Chiefs, Just de Radiohead, God Put a Smile Upon Your Face de Coldplay, Apply Some Pressure des Maxïmo Park, The Only One I Know de The Charlatans, Toxic de Britney Spears ou encore LSF de Kasabian, le tout repris avec une influence soul par son groupe accompagné de trompettes, saxophones, piano et cordes. Cet album a intégré trois Top 10 dans le monde et a permis à Mark Ronson de remporter un Brit Award du Meilleur Artiste Masculin.
Il publie à 34 ans son troisième album solo, Record Collection, sous le nom de Mark Ronson & the Business Intl, un groupe composé de différents musiciens, chanteurs et rappeurs. Aucune reprise à l'horizon, mais un mélange détonnant de sons des années 1980, synthétiseurs, rythmes hip hop et sonorités caribéennes. On peut même y entendre un remix d'Alouette, je te plumerai la tête et un duo avec Boy George. Cet album reste aujourd'hui son plus grand succès.

### Uptown SpecialetAmy(depuis 2013)
Le 30 octobre 2014, Ronson annonce sur Twitter, un nouveau single issu de son futur album, à paraître le 10 novembre 2014. Le single, Uptown Funk fait participer Bruno Mars. Le 22 novembre 2014, Ronson et Mars participent au Saturday Night Live pour jouer Uptown Funk et Feel Right (avec Mystikal). Uptown Funk atteint la première place des classements britanniques et américains, et devient le single le plus écoutés avec 2,49 millions de vues en une semaine. Uptown Funk est un succès commercial mondial, atteignant le top 10 dans presque tous les pays dans lesquels il est classé ; il reste quinze semaines consécutives dans les classements canadiens, et quatorze semaines consécutives au Billboard Hot 100. En février 2015, Ronson remporte un Brit Award dans la catégorie « single britannique de l'année ». En 2017, Lastrada Entertainment a affirmé que "Uptown Funk" contrevenait au droit d'auteur de la chanson à succès de Zapp & Roger datant de 1980, "More Bounce to the Ounce". Ronson a réglé à l'amiable la somme non divulguée avant l'audience. Au total, trois actions en justice avaient été intentées par différentes parties.
En 2015, Ronson participe au film-documentaire Amy concernant son ancienne amie Amy Winehouse. Il y parle de sa carrière et de sa relation avec Winehouse. Le 16 octobre 2015, Ronson soutient la Amy Winehouse Foundation. En janvier 2016, Ronson est nommé pour deux Brit Awards dans les catégories « meilleur artiste solo britannique » et « producteur britannique de l'année ».
Il a continué à produire le cinquième album de Lady Gaga : Joanne.
Ronson a produit l'album de the Queens of the Stone Age de 2017 : Villains.
En mai 2018, il a été révélé via Instagram que Ronson travaillait avec la chanteuse américaine Miley Cyrus sur son 7e album studio. Leur première collaboration a débuté avec la sortie de l'album : Nothing Breaks Like a Heart.
Le 12 octobre 2019, la plateforme Youtube met en ligne le documentaire biographique How to Be: Mark Ronson réalisé par Carl Hindmarch et produit par Livewire Pictures et Eagle Rock Films.

## Vie privée
En 2002, Ronson se lie avec la fille de Quincy Jones, la chanteuse et actrice Rashida Jones. Ils se fiancent en mars 2003, mais se séparent approximativement un an plus tard,. Puis, Ronson épouse la chanteuse et actrice française Joséphine de La Baume, qui participe au clip vidéo de la chanson The Bike Song. Ils se marient à Aix-en-Provence, dans le sud de la France, le 5 septembre 2011,. Leur divorce est annoncé en 2017.
En 2009, il participe à la campagne anti-fourrure Please Don't Wear Any Fur de PETA. En 2009, Ronson est élu meilleur homme britannique stylé par le magazine GQ. En 2015, il est nommé comme l'un des 50 britanniques les mieux habillés par le magazine.
En 2011, un portrait de Ronson est peint par le britannique Joe Simpson ; il est montré partout au Royaume-Uni, comme au Royal Albert Hall de Londres. Ronson alterne entre Londres et New York. Depuis son enfance, il est fan du club de football Chelsea F.C., et de l'équipe de basketball les Knicks de New York,.
En 2021, Ronson épouse Grace Gummer, l'une des filles de Meryl Streep .

## Discographie

### Albums studio
| Année | Album                                  | Meilleure position | Meilleure position |
| Année | Album                                  | R-U.               | États-Unis.        |
| ----- | -------------------------------------- | ------------------ | ------------------ |
| 2003  | Here Comes the Fuzz (8 septembre 2003) | 70                 | -                  |
| 2007  | Version (16 avril 2007)                | 2                  | 129                |
| 2010  | Record Collection (27 septembre 2010)  | 2                  | 81                 |
| 2015  | Uptown Special (27 janvier 2015)       | 1                  | 5                  |
| 2019  | Late Night Feelings (21 juin 2019)     |                    |                    |

### Singles
| Année | Titre                            | Artiste                            | Meilleure position[réf. nécessaire] | Meilleure position[réf. nécessaire] | Meilleure position[réf. nécessaire] | Meilleure position[réf. nécessaire] | Meilleure position[réf. nécessaire] |
| Année | Titre                            | Artiste                            | Royaume-Uni                         | U.S. RnB                            | États-Unis.                         | ITA                                 | AUS                                 |
| ----- | -------------------------------- | ---------------------------------- | ----------------------------------- | ----------------------------------- | ----------------------------------- | ----------------------------------- | ----------------------------------- |
| 2001  | Like A Feather                   | Nikka Costa                        | 53                                  | -                                   | -                                   | -                                   | -                                   |
| 2002  | School's In                      | J-Live                             | -                                   | -                                   | -                                   | -                                   | -                                   |
| 2003  | Ooh Wee                          | Nate Dogg                          | -                                   | -                                   | -                                   | -                                   | -                                   |
| 2004  | City Rules                       | Daniel Merriweather (feat. Saigon) | -                                   | -                                   | -                                   | -                                   | 76                                  |
| 2004  | She's Got Me                     | Daniel Merriweather                | -                                   | -                                   | -                                   | -                                   | 69                                  |
| 2005  | These Days                       | Rhymefest                          | -                                   | -                                   | -                                   | -                                   | -                                   |
| 2006  | Lovelight                        | Robbie Williams                    | 8                                   | -                                   | -                                   | 4                                   | 25                                  |
| 2006  | Littlest Things                  | Lily Allen                         | 21                                  | -                                   | -                                   | -                                   | -                                   |
| 2006  | Rehab                            | Amy Winehouse                      | 7                                   | -                                   | 9                                   | 9                                   | 35                                  |
| 2007  | Bongo Bong and je ne t'aime plus | Robbie Williams (feat. Lily Allen) | -                                   | -                                   | -                                   | -                                   | -                                   |
| 2007  | You Know I'm No Good             | Amy Winehouse                      | 18                                  | 87                                  | 78                                  | -                                   | -                                   |
| 2007  | Back to Black                    | Amy Winehouse                      | 25                                  | -                                   | -                                   | 12                                  | -                                   |
| 2007  | One More Chance                  | Candie Payne                       | -                                   | -                                   | -                                   | -                                   | -                                   |
| 2007  | Slow Down Baby                   | Christina Aguilera                 | -                                   | -                                   | -                                   | -                                   | 21                                  |
| 2007  | Wake Up Call (Remix)             | Maroon 5 (feat. Mary J. Blige)     | -                                   | -                                   | -                                   | -                                   | -                                   |
| 2007  | Love Is a Losing Game            | Amy Winehouse                      | 46                                  | -                                   | -                                   | 24                                  | -                                   |
| 2008  | Cold Shoulder                    | Adele                              | 18                                  | -                                   | -                                   | -                                   | -                                   |
| 2008  | Never Miss a Beat                | Kaiser Chiefs                      | 5                                   | -                                   | -                                   | -                                   | -                                   |
| 2008  | Cash In My Pocket                | Wiley (feat. Daniel Merriweather)  | 18                                  | -                                   | -                                   | -                                   | -                                   |
| 2009  | Change                           | Daniel Merriweather (feat. Wale)   | 8                                   | -                                   | -                                   | -                                   | -                                   |
| 2009  | Red                              | Daniel Merriweather                | 5                                   | -                                   | -                                   | -                                   | -                                   |
| 2013  | Locked Out of Heaven             | Bruno Mars                         | 2                                   | 1                                   | 1                                   | -                                   | 4                                   |
| 2014  | Uptown Funk                      | Bruno Mars                         | 1                                   | 1                                   | 1                                   | 2                                   | 1                                   |
| 2018  | Electricity                      | Dua Lipa, Diplo                    | 4                                   | -                                   | 1                                   | 56                                  | 22                                  |

### Bandes-originales
- 2018 : A Star Is Born de Bradley Cooper
- 2023 : Barbie de Greta Gerwig